# トライシスコーポレーション
株式会社トライシスコーポレーション（Trisis Corporation）は、大阪府に本社を置く不動産会社。

## 概要
独自のオンライン商談機能を採用した、オンライン不動産マーケット FairPrize（フェアプライズ）を運営している。
投資・事業用オンライン不動産マーケットやオンライン不動産オークションも開設するなど、オンライン不動産分野で積極的に事業展開している。
- 所在地　　：　530-0005　大阪府大阪市北区中之島三丁目2番4号　大阪朝日ビル
- 事業内容　：　オンライン不動産マーケット事業・オンライン不動産フランチャイズ事業・アセットマーケティング事業
- 資本金　　：　3,000万円
- 役員　　　：  代表取締役会長 長谷川　茂（不動産鑑定士）／代表取締役社長 大野　恒義（不動産鑑定士）／取締役　大谷　栄一

## 沿革
- 昭和28年　京都市下京区橋橘町1番地（堀川通松原下ル）にて、創業者長谷川忠男が、興和産業（株）を設立
- 昭和40年　不動産の鑑定評価制度創設に伴い、京都府第一号登録として、京都鑑定所を併設
- 昭和52年　京都鑑定所を日本総合補償鑑定（株）に社名変更し、本社を東京へ移転
- 平成元年　興和産業（株）を流通業務を中心とした興和地所（株）へ社名変更
- 平成元年　ビル経営及び企画開発部門を受け持つ会社として、興和産業（株）を新規設立。
- 平成16年　グループ本社を京都市中京区古西町436番地に移転し、興和産業（株）を（株）興和コーポレーションに社名変更
- 平成18年　オンライン不動産流通の中核会社として、（株）トライシスコーポレーションを新規設立し、オンライン不動産マーケットFairPrizeの運営開始